# Meneo
Rigo Pex,  más conocido como MENEO, es un musicólogo,  performer y presentador  guatemalteco afincado en Madrid. Acuñó el término "electropical" y forma parte de la primera ola de productores que mezclan sonidos electrónicos con ritmos tradicionales latinos: cumbia, merengue, dembow; aunque su obra actual se inspira en estilos ibéricos como la zarzuela, el paso doble y la rumba. 

## En Guatemala
Inicia clases de teatro musical en la Academia Kodaly bajo la tutela de Alma Monsanto. Esto le lleva en su pubertad a ser parte del boyband "Marca Registrada", la cual obtuvo el éxito radial relativo suficiente como para ser teloneros de King África. Esta experiencia sin embargo, le provocó virar hacia el niu-metal y explora el tropical hardcore junto a la banda "Pealcubo" (1998-2000) y el proto-cumbiatón con  "Chichicúa" (2002 - 2004). Durante este período cursa la carrera de Musicología en la Universidad del Valle de Guatemala, desde donde realiza el proyecto Democracia Sonora: una colección de grabaciones y samples de voces folklóricas del ámbito capitalino reinterpretadas por productores de guatemaltecos, tales como Básico3, Francis Dávila y Leo Carro. Dicho trabajo le hizo ganador del premio Bancafé al Joven Creador 2002. A su vez participa como promotor cultural coorganizando Tripiarte, evento que congrega a más de treinta artistas emergentes de la época Javier Payeras, quienes manifiestan una abierta discomplacencia con las tendencias artísticas que fueron comprometidas políticamente durante el conflicto armado interno en Guatemala. También es socio fundador de La Rave del Castillo, la fiesta electrónica con mayor público y ediciones de la primera década del siglo XXI. A los 24 años funda el Café SUAE, un café-galería de menos aires contestatarios, lo cual le convierte en portavoz de su generación e iniciando su faceta de presentador para el programa radial diario "La Aguja en el Pajar" para EXA FM y como anfitrión de las olimpiadas intercolegiales organizados por el diario Prensa Libre.

## En España
Se trasladó a España en 2006 cofundó "microBCN", colectivo de música chiptune en la ciudad de Barcelona.  Se asocia con el artista de pixel art Entter y elaboran un espectáculo visual con alto grado de interacción y cierto nudismo, rebelando la influencia que La Fura dels Baus le dejó a su paso como asistente del espacio cultural flotante Naumón. Esta experiencia les lleva a tocar más de 70 veces en 17 países de América Latina y Europa, pasando por escenarios como el Primavera Sound, Fusion Festival, Dour Festival, Blip Festival, Electric Picnic, Mystery Land, etc. Al día de hoy, la mayoría de temas que compone e interpreta con la gameboy como instrumento se encuentran inéditos, ya que considera el factor sorpresa como algo básico dentro de su espectáculo. 
Meneo publica 3 temas por primera vez en un compilado del sello inglés Fluid Ounce Records en el 2008, y realiza el vídeo ¡Quiero' con la compañía de marionetas francesa Bootchinger's Boot. En el 2009 publica su primer álbum en el sello discográfico independiente valenciano "Dress For Excess" bajo el título de Santa Nalga, masterizado por el equipo del Mad Decent). En el mismo combina elementos rítmicos tropicales provenientes de la cumbia, el bolero y el reguetón con sonido de máquinas de ritmos, sintetizadores y vocoders de  uso común en el electro alemán y francés, adelantándose a lo que años después es uno de los nuevos estilos de pop global. Su tema Papi adquiere determinado éxito como tema del verano y es nominado al vídeo del 2009 por MTV. A partir de allí le comisionan remixes para artistas como Dover (banda), Russian Red y The Zombie Kids.  Se le agrupa dentro de los productores de la nueva ola latina que han creado géneros de baile como el tropical bass, el moombahton, la cumbia digital y el electropical, estilo que acuñó para definir su propio sonido. 
En 2012 se traslada a Madrid y es fichado por el sello discográfico Subterfuge con el EP titulado LARELE, catalogado como uno de los mejores del 2012 para webs como PlayGround (playgroundmag.net y playgroundweb.com) y su video respectivo fue elogiado como el #1 de España para notodo.com. A finales del año su tema "Toda Loca" aparece en la publicidad de la Cuore (revista), siendo el primer tema de EDM en castellano en figurar en el espacio radial español. El mismo fue remezclado oficialmente por el productor mexicano Toy Selectah. Ese mismo año presenta por primera vez en Casa de América su disertación musical "Analogía Entre la Madurez Personal y Musical", presentada luego en el Centro Cultural de España en Montevideo y la cual finalmente  publica en Youtube como una teoría ilustrada en sólo 3 minutos bajo el título: "LA HISTORIA DEL FUTURO MUSICAL". En el 2019 es invitado a presentar su hipótesis en el décimo aniversario de las TEDx Madrid. 
En el 2015 se inicia como el productor de LATINATOR, un pódcast semanal para Radio 3 Extra dedicado a descubrir sellos y disqueras iberoamericanas con artistas de global bass. Esta ampliación de bagaje le ha llevado a pinchar en sitios variopintos como: post-fiesta premios Premios Goya 2020, apertura del pabellón de España en la Bienal de Venecia '17, el opening de ARCO '15, celebración oficial de la toma de poder de la alcaldesa madrileña Manuela Carmena, cierre del Día del Orgullo en la Puerta de Alcalá, inauguración de GetxoPhoto, la Bienal de Lanzarote y demás eventos en espacios como el Guggenheim de Bilbao y el Caixaforum Barcelona. En el 2016 actúa en el Sónar (festival), donde hace el debut de su nuevo ep titulado:  "Y Su Banda Ancha". Sus temas Toda Loca y Su Su Suave se licencian como la sintonía oficial de Super Shore, reality de la cadena MTV que se transmite en Iberoamérica, Brasil y otros países del mediterráneo.
En el año 2019 protagoniza el documental The Mystery Of The Pink Flamingo, dirigido por Javi Polo y producido por Japonica Films; en él entrevista a John Waters, Allee Willis, Eduardo Casanova y otros artistas. El crítico de cine Alfonso Rivera la describe como: "es a la vez una road movie, una comedia petarda, un documental de La 2, un thriller loco, un libro de autoayuda y un personal shopper".

## Filmaciones Perdidas
MENEO fue programado como parte del primer Boiler Room de América Latina, un evento de streaming que contó con otros artistas como Daniel Maloso, Sietecatorce y Teen Flirt. La intensidad del concierto causó que varios asistentes se desnudaran y se retirara luego la transmisión de los servidores de la plataforma musical. MENEO también fue la primera entrevista realizada por Playground Mag, pero el material audiovisual nunca salió a la luz.

## Discografía

### Álbumes
- 'Santa Nalga (2009, Dress For Excess

### EP
- Fluid Ounce Presents: (2008, Fluid Ounce Records
- Larele (2012, Subterfuge
- Toda Loca (2013, Subterfuge
- El Jardín (2014, Subterfuge
- Y Su Banda Ancha (2015, Subterfuge